# (12744) 1992 SQ
1992 أس كيو (ويعرف أيضًا باسم (12744) 1992 أس كيو وفق تسمية الكوكب الصغير) (بالإنجليزية: 1992 SQ)‏ هو كويكب ضمن حزام الكويكبات؛ وترتيبه 12744 من حيث الاكتشاف.
اكتُشف هذا الجُرم الفلكي بواسطة Atsushi Sugie ‏ في 26 سبتمبر 1992.

## وصلات خارجية
- (12744) 1992 SQ في قاعدة بيانات مختبر الدفع النفاث لأجرام النظام الشمسي الصغيرة

- الاكتشاف · مخطط المدار ·  العناصر المدارية · المعلمات المادية

- (12744) 1992 SQ على موقع ويكي سكاي: DSS2, SDSS, GALEX, IRAS, Hydrogen α, X-Ray, Astrophoto, Sky Map, Articles and images